# きみはらなりすけ
きみはら なりすけ（本名：鈴木 公成、1975年3月18日 - ）は、日本の小説家、児童文学作家。JBBY（日本国際児童図書評議会）会員。福島県出身、東京都葛飾区在住。

## 経歴
市議や映像作家などマルチな活動を経て、2023年、「怪人家族の総選挙～空想特撮小説」で児童文学作家デビュー。2025年、「3回生きた王様」上梓。

## 人物・エピソード
- 出生地は福島県須賀川市。その後すぐ宮城県多賀城市に移り小6途中まで過ごす。その後、須賀川市に戻り育つ。
- 須賀川市立第三中学校、福島県立郡山高等学校、会津大学出身[1]。
- 福島県須賀川市の市議会議員を一期務めた経験がある[1]。
- 市議の経験を活かし、映画「ニート選挙」を制作。製作総指揮、脚本などを務めた[2]。
- 東日本大震災で実家を失っており、世界放浪や、新潟、千葉で暮らしていた事がある。
- 本格的に映像の仕事をしようと上京。NHKドラマ作品、東映東京撮影所での仕事に携わる。
- 東映東京撮影所での仕事から着想を得て、デビュー作の「怪人家族の総選挙」を執筆した。
- 「怪人家族の総選挙」は、故郷の須賀川市の図書館や、小・中学校に寄贈され、福島民報、福島民友などで報じられた[3]。また、小学6年までを過ごした宮城県多賀城市の小・中学校にも寄贈され、多賀城市長から感謝状が贈られた[4]。また、河北新報の東北の本棚コーナーに書評が掲載された[5]。
- 「3回生きた王様」は、福島県立図書館、及び、県内32市町村の図書館に寄贈された[6]。
- 小説投稿サイトでも作品を発表しており、講談社「NOVEL DAYS」のコンテストでの受賞歴もある[7]。

## 著書
- 怪人家族の総選挙～空想特撮小説（2023年 つむぎ書房）
- 3回生きた王様（2025年 つむぎ書房）